# Kaple Panny Marie Bolestné (Blíževedly)
Kaple Panny Marie Bolestné v Blíževedlech je zaniklá sakrální stavba, která stála u přilehlého hřbitova jižně od města při silnici ke Skalce. Na místě kaple zůstaly ve 2. dekádě 21. století jen hromady cihel a suti. Kaple byla ve vlastnictví farnosti Blíževedly. Přilehlý hřbitov byl zničen.

## Popis
Jednalo se o původní barokní stavbu přestavěnou asi v roce 1874. Kaple byla obdélná. Na jejím průčelí se nacházely dvě části kompozitních sloupů. Uvnitř bylo barokní zábradlí. Za oltářní menzou se nacházel podstavec barokní sochy s letopočtem 1708.